# Giessen (rivier)
De Giessen is een veenrivier in de Nederlandse streek van de Alblasserwaard met een lengte van ongeveer 16 kilometer, die zijn oorsprong heeft in twee kleinere veenriviertjes in het oosten van het gebied, de Noordeloos en de Kromme Giessen. De rivier loopt door de gemeenten Molenlanden en Hardinxveld-Giessendam. Ze stroomt in zuidwestelijke richting langs de plaatsen Overslingeland, Pinkenveer, Giessenburg, Giessen-Oudekerk, Neder-Hardinxveld en Giessendam om vervolgens in Neder-Hardinxveld in de Merwede uit te monden.
De rivier heeft een kronkelig en schilderachtig verloop, enigszins vergelijkbaar met de Linge. Het water wordt veel gebruikt voor recreatie: varen, zwemmen, hengelsport en 's winters, indien mogelijk, schaatsen. Het gebied eromheen is zo gewild dat er weinig onbebouwde plekken aan de oever te vinden zijn. De landschappelijke waarde werd groot genoeg geacht om de goederenspoorlijn Betuweroute er met een tunnel (de Spoortunnel Giessen) onderdoor te laten lopen.
Sinds 1945 vindt op de Giessen een gondelvaart met opgetuigde boten plaats, een evenement dat veel publiek trekt. In de winter, wanneer de rivier is dichtgevroren, wordt de Schaatsmolentocht gedeeltelijk over de rivier gereden.